# Sipapo (paroisse civile)
Pour les articles homonymes, voir Sipapo.
Sipapo est l'une des quatre paroisses civiles de la municipalité d'Autana dans l'État d'Amazonas au Venezuela. Sa capitale est Pendare.